# 劳伦·吉布斯
劳伦·吉布斯（英語：Lauren Gibbs，1984年3月2日—），生于洛杉矶，美国女子雪车运动员。她曾代表美国参加2018年冬季奥林匹克运动会雪车比赛，获得女子双人银牌。